# Arthur Weiss (Mediziner)
Arthur Weiss (* 1953) ist ein US-amerikanischer Mediziner (Immunologie).
Weiss studierte Humanmedizin an der University of Chicago mit der Promotion 1978 (Ph.D.) und M.D. 1979. Er forscht seit 1982 am Howard Hughes Medical Institute.
Er ist Professor für Medizin und Mikrobiologie an der University of California, San Francisco und leitet dort die Forschungseinrichtung für Rheumatologie.
Weiss ist seit 2003 Mitglied der American Academy of Arts and Sciences und der National Academy of Sciences und seit 2017 der European Molecular Biology Organization. 2019 erhielt er den William B. Coley Award.

## Schriften (Auswahl)
- http://www.ncbi.nlm.nih.gov/pubmed?term=Weiss%20A%20and%20San%20Francisco